# Знову під Різдво
«Знову під Різдво» (англ. Mickey's Twice Upon a Christmas) — американський різдвяний анімаційний фентезі-фільм 2004 року, випущений безпосередньо на відео, створений «Disneytoon Studios», анімований «Blur Studio» та зрежисований Меттью О'Каллаганом. У фільм увійшли історії, зняті Пеґґі Голмс, О'Каллаганом, Терезою Каллен та Керол Голлідей.